# Karl Gjellerup
Karl Adolph Gjellerup, ps. Epigonos (ur. 2 czerwca 1857 w Roholte w Danii, zm. 13 października 1919 w Klotzsche k. Drezna) – duński poeta, dramaturg i powieściopisarz, piszący zarówno w języku duńskim, jak i niemieckim. Przedstawiciel tzw. przełomu modernistycznego (Det moderne Gennembrud), naturalista, dekadent oraz autor przesiąkniętych pesymizmem i filozofią Schopenhauera powieści psychologicznych, znany zwłaszcza dzięki książce Młyn na wzgórzu. Laureat Nagrody Nobla w dziedzinie literatury za rok 1917 (wspólnie z Henrikiem Pontoppidan). Z uzasadnienia komisji noblowskiej, otrzymał ją za różnorodną twórczość poetycką i wzniosłe ideały.

## Życie
Karl Adolph Gjellerup urodził się 2 czerwca 1857 w Roholte, w rodzinie luterańskiego pastora Carla Adolpha Gjellerupa i Anny Fibiger, którzy prowadzili dom w duchu romantycznego idealizmu. Ojciec przyszłego pisarza zmarł jednak, gdy ten miał zaledwie trzy lata, toteż od ok. 1860 opiekę nad Karlem sprawował kuzyn ze strony matki, również pastor, teolog i poeta – Johannes Fibeger, co wywarło wpływ na problematykę chrześcijańską wczesnych utworów Noblisty.
Gjellerup swoje pierwsze próby literackie pisał w wieku 17 lat; wtedy to powstały nigdy nie opublikowane tragedie: Scypion Afrykański i Arminius.
W 1874 rozpoczął studia teologiczne na uniwersytecie w Kopenhadze, kończąc je w 1878 otwarcie deklarując swoje ateistyczne poglądy. W tym czasie zainteresował się bowiem teoriami Darwina oraz krytyką Biblii. Jednocześnie przeżył fascynację krytyką literacką Georga Brandesa (pod którego wpływem ogłosił swoje ostateczne odejście od chrześcijaństwa), filozofią Kanta oraz literaturą niemiecką, zwłaszcza romantyzmem spod znaku Goethego i Schillera.

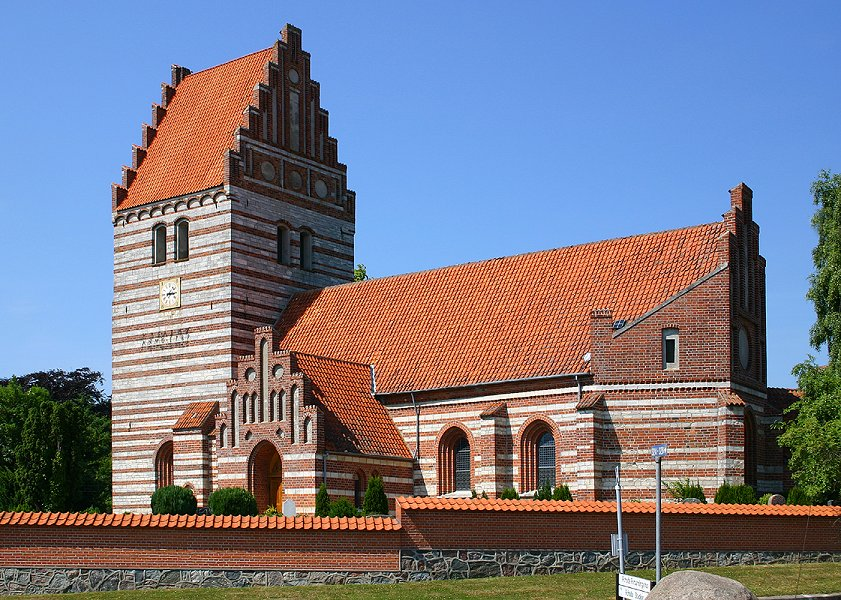
Kościół w Roholte, rodzimej wiosce Gjellerupa

W roku 1887 Gjellerup poślubił kuzynkę Brandesa, Annę Karolinę Heusinger. W tym czasie pisarz stworzył swoje najgłośniejsze dzieła, w głównej mierze tragedie inspirowane twórczością Henryka Ibsena.
W roku 1892 osiadł na stałe w Dreźnie, gdzie wcześniej mieszkał w latach 1885–1887. Wówczas swoje utwory zaczął pisać jednocześnie w języku duńskim, jak i niemieckim, który nazywa swoim prawdziwym środkiem wyrazu. Wkrótce Gjellerup otwarcie uznał samego siebie za pisarza niemieckiego, co nie wzbudziło zbytniego sprzeciwu, jako że przez jakiś czas duńscy krytycy sami klasyfikowali go do literatury niemieckiej.
Pod koniec lat 90. Gjellerup, zafascynowany filozofią Schopenhauera, zwrócił się w stronę buddyzmu; był to jednak buddyzm skażony myślą europejską, obarczony jego spłyconym wizerunkiem w sztuce modernistycznej. Utwory pisarza z tego okresu traktowały o problematyce Nirwany i reinkarnacji w egzystencji ludzkiej.
W 1917 Gjellerup napisał swoją ostatnią wielką powieść, Złotą gałąź, która stanowiła powrót pisarza do porzuconej za młodu etyki chrześcijańskiej. W tym samym roku zostaje uhonorowany Literacką Nagrodą Nobla za różnorodną twórczość poetycką i wzniosłe ideały.
Gjellerup zmarł dwa lata później, 11 października 1919 w Klotzshe, koło Drezna.

## Twórczość
Dorobek pisarski Karla Gjellerupa jest dość zróżnicowany pod względem tematyki, gatunku, stylu i wyznawanej filozofii. Na przestrzeni lat jego twórczość podlegała bowiem przemianom estetycznym i światopoglądowym, z których (uogólniając) wymienić można trzy okresy:
- okres problematyki chrześcijańskiej, do której pisarz wróci pod koniec życia;
- okres zwrotu w stronę tragedii antycznych i klasycyzmu
- okres fascynacji buddyzmem i filozofią Schopenhauera.

Dzieła ze wszystkich tych okresów łączy dość wyraźne przywiązanie do realiów duńskiej wsi.
Pierwsze próby literackie Gjellerupa (Idealista, 1878; Uczeń Germanów, 1882) utrzymane zostały w estetyce naturalizmu, a ich głównym tematem są rozterki moralne młodego człowieka postawionego wobec kryzysu wiary. W 1883 powstały również dwie nowele pisarza: Romulus oraz G-Dur, wyraźnie inspirowane twórczością Iwana Turgieniewa oraz teoriami George’a Brandesa. W latach następnych zaiteresowania pisarza poszły jednak w inną drogą; pod wpływem wędrówek po Europie powstały dwie nowele: Klasyczny miesiąc (1884) oraz Rok wędrówek, w których Gjellerup zerwał z naturalizmem i skierował się w stronę wzorców tragedii antycznych.
W tym czasie powstało pierwsze dzieło pisarza, które wzbudziło spore zainteresowanie krytyki i czytelników – była nim tragedia oparta na nordyckich i starogermańskich legendach Brunhilda (1884). W warstwie formalnej dzieła dość łatwo dają się zauważyć wpływy teatru antycznego, teatru elżbietańskiego oraz literatury islandzkiej, na co zwrócili uwagę współcześni Gjellerupowi krytycy. Aż do późnych lat 80 pisarz pozostał wierny pisaniu sztuk teatralnych; wtedy to powstały takie utwory jak: Tamyra (1887), Hagbarda i Signa (1888), Herman Vandela (1892), Wuthorna (1893) czy Hansa Excellence (1895). Był to okres ogromnej popularności duńskiego autora zafascynowanego teatrem Ibsena oraz heroicznymi kartami historii Danii i ludów germańskich.
W 1889 Gjellerup opublikował swoją pierwszą powieść psychologiczną, Minna, stanowiącej zaczątek powstałej w siedem lat później książki – Młyn na wzgórzu. W tym samym roku na rynek wyszedł zbiorek poetycki – Księga mojej miłości.
Na początku XX wieku Gjellerup zwrócił się w stronę buddyzmu, co widać w sztuce o uczniu Buddy, Płomienie ofiarne (1903) oraz w powieściach: Pielgrzym Kamanita (1906) i Wędrowcy świata (1910).

### Młyn na wzgórzu
Fascynacji życiem wsi i duńskim folklorem (zwłaszcza ludności wyspy Falster) najpełniejszy wyraz dał Gjellerup w swojej powieści Młyn na wzgórzu (1896).
Utwór zdradza wszystkie najbardziej charakterystyczne cechy dojrzałej twórczości Noblisty; naturalizm w pojmowaniu losów, psychiki i motywów ludzkich postępowań, pesymizm poznawczy, dekadentyzm i nihilizm. Trzon powieści stanowi kreacja femme fatale; typowa dla prozy przełomu modernistycznego postać kobiety skłonnej do zła, występku i zbrodni, która mocą swojej seksualności pociąga osoby płci przeciwnej do moralnego upadku, sprytnie wykorzystując to do swoich osobistych materialnych korzyści.
Pod warstwą naturalizmu Gjellerup sygnalizuje jednak obecność rzeczywistości metafizycznej czy wręcz mistycznej, która co prawda pociąga do odpowiedzialności, lecz jednocześnie skazuje osoby, których wina wydaje się niejednoznaczna czy wręcz wątpliwa. Światem (zarówno doczesnym, jak i jego eschatologicznym kresem) w powieści rządzi zatem „mrok”, fatalizm i cierpienie.
Pesymistyczna wizja zawarta w Młynie na wzgórzu zakończyła okres naturalistyczno-dekadencki w twórczości Gjellerupa, skłaniając autora do poszukiwań ukojenia w buddyzmie.

## Kontrowersje
Odznaczenie Nagrodą Nobla Gjellerupa nie wywołało szczególnego entuzjazmu w Danii; przez długi czas Gjellerup był tam uważany za pisarza niemieckiego. Ponieważ Szwecja pozostawała neutralna w czasie I wojny światowej, nagroda nie spowodowała spekulacji o możliwych politycznych motywach. Jednak ukazała poczucie bliskości wśród państw skandynawskich.
Krytycy literaccy tego okresu jednogłośnie kwestionowali słuszność uwieńczenia Gjellerupa Nagrodą Nobla, oceniając jego dorobek jako średni, a samego pisarza uważając za autora niezbyt wielkiego formatu. Przyjęcie z dużo większym entuzjazmem przypadło autorowi „współuwieńczonemu”, Henrikowi Pontoppidanowi, w odróżnieniu od Gjellerupa uważanemu współcześnie za jednego z najwybitniejszych pisarzy skandynawskich.

## Dzieła
- Scypion Afrykański (1874)
- Arminius (1874)
- Idealista (1878)
- Uczeń Germanów (1882)
- Romulus (1883)
- G-dur (1883)
- Klasyczny miesiąc (1884)
- Rok wędrówek (1885)
- Brunhilda (1884)
- Tamyra (1887)
- Hagbarda i Signa (1888)
- Minna (1889)
- Księga mojej miłości (1889)
- Herman Vandel (1891)
- Wuthorna (1893)
- Hans Excellence (1895)
- Pastor Mors (1894)
- Młyn na wzgórzu (1896)
- Płomienie ofiarne (1903)
- Pielgrzym Kamanita (1906)
- Wędrowcy świata (1910)
- Złota gałąź (1917)